# Běrunice
Běrunice település Csehországban, a Nymburki járásban. Běrunice Kněžičky, Sloveč, Lišice, Nový Bydžov, Lužec nad Cidlinou, Lovčice, Městec Králové és Dlouhopolsko településekkel határos. Lakosainak száma 868 fő (2024. január 1.).

## Népesség
A település lakosságának változását az alábbi diagram mutatja:
| Lakosok száma | 1814 | 2125 | 1911 | 1365 | 1067 | 819  | 829  | 836  | 850  | 868  |
|               | 1869 | 1900 | 1921 | 1961 | 1980 | 2011 | 2016 | 2019 | 2021 | 2024 |